# 洪兆麟 (光緒進士)
洪兆麟（1837年—？），字子興，号瑞堂，內務府正白旗漢軍人，清朝政治人物、同進士出身。
同治丁卯举人，光緒十八年（1892年），参加光緒壬辰科殿試，登進士三甲165名。同年五月，著交吏部掣签分发各省，以知县即用。